# Serie A 2004/05

Die Mannschaften der Serie A der Saison 2004/05

Die Serie A 2004/05 war die 73. Spielzeit der höchsten italienischen Fußball-Spielklasse der Herren. Sie startete am 11. September 2004 und endete am 29. Mai 2005. Die Serie A wurde in der Saison 2004/05 auf 20 Vereinen aufgestockt. Rekordmeister Juventus Turin gewann den italienischen Meistertitel. 2006 wurde ihnen der Titel jedoch aufgrund der Aufdeckung des italienischen Manipulationsskandals nachträglich aberkannt. Zu den direkten Absteigern in die Serie B zählten Atalanta Bergamo und Brescia Calcio. Der dritte Absteiger wurde im Relegationsspiel zwischen dem FC Parma und dem FC Bologna ermittelt. Parma gewann das Spiel und sicherte sich dadurch den Klassenerhalt. Torschützenkönig mit 24 Toren wurde Cristiano Lucarelli vom Aufsteiger AS Livorno.

## Saisonverlauf

### Titelrennen
Der Titelkampf der Serie A 2004/05 fand hauptsächlich zwischen den Traditionsvereinen AC Mailand und Juventus Turin statt. Frühzeitig konnten sich beide Teams absetzen und lieferten sich bis kurz vor Saisonende einen Zweikampf um den Scudetto. Am 35. Spieltag kam es im Mailänder Giuseppe-Meazza-Stadion zum Aufeinandertreffen der beiden Klubs. Turin siegte unter Cheftrainer Fabio Capello durch ein Tor von David Trezeguet mit 1:0 und sicherte sich damit die Tabellenspitze. Milan konnte sich anschließend nicht mehr an die Spitze setzen, wobei am Ende der Abstand zwischen Milan und Juve sieben Punkte betrug.
Nach wenigen Spieltagen verlor Inter Mailand den Anschluss an die Tabellenspitze. Nach 15 Partien, in denen Inter Mailand zwölf Remis und drei Siege aufwies, belegte die Mannschaft Rang vier, bei mehr als siebzehn Punkten Rückstand auf Tabellenführer Juventus Turin. Am Saisonende belegte Inter Mailand Platz drei und qualifizierte sich für die Champions League. Neben Inter Mailand sicherte sich Udinese Calcio den vierten Platz, der zur Teilnahme an der Champions-League-Qualifikation berechtigte. Dahinter folgten Sampdoria Genua und der Aufsteiger US Palermo. In der Nähe der Europapokalplätze fand sich auch der zweite Aufsteiger, der FC Messina, wieder.
Nach mehreren Trainerwechseln (darunter einem kurzen Intermezzo von Rudi Völler), belegte der AS Rom zum Saisonende den achten Platz und schaffte als Finalist der Coppa Italia den Einzug in den UEFA-Pokal. Fehlende Disziplin und Streitigkeiten innerhalb der Mannschaft, hatten das Ausscheiden in der Vorrunde der Champions League besiegelt.

### Abstiegskampf
Stadtrivale Lazio Rom konnte wegen finanziellen Schwierigkeiten kaum Neuzugänge erwerben. Abwehrchef und Leistungsträger Jaap Stam wurde vor Saisonbeginn an den AC Mailand verkauft. Nach gutem Start verlor Lazio an Boden und fand sich noch vor Weihnachten im unteren Tabellendrittel wieder. Zum Saisonende sicherte sich der Verein mit zwei Punkten Vorsprung vor den Abstiegsplätzen den Klassenerhalt.
Nach dem Abgang von Chievo-Trainer Luigi Delneri konnte sein Nachfolger Mario Beretta nicht an die Erfolge der vergangenen Jahre anknüpfen. Am 35. Spieltag, drei Spieltage vor Saisonende, belegte Chievo Verona den 18. Platz, welcher den Abstieg in die Serie B bedeutet hätte. Durch zwei Siege aus den letzten drei Spielen schaffte die Mannschaft noch den Klassenerhalt.
Für den Verbleib in der Serie A hatte auch der Aufsteiger AC Florenz, der nach dem Abstieg und Lizenzentzug 2002 bis in die Serie C1 strafversetzt wurde, einiges in neues Personal investiert. Nachdem die Mannschaft mit guten Resultaten Kontakt mit den Europapokalplätzen hergestellt hatte, leitete eine 0:6-Niederlage beim amtierenden Meister AC Mailand eine Negativserie ein, die die AC Florenz in die Nähe der Abstiegsränge rückte. Kurz vor Saisonende, als der Verein von zwölf Spielen nur eines gewinnen konnte, fiel Florenz auf den vorletzten Tabellenplatz zurück. Am letzten Spieltag sicherte der Klub den Klassenerhalt, indem er gegen den direkten Konkurrenten Brescia Calcio mit 3:0 siegte.
Für Brescia bedeutete dies den Fall von Rang 16 auf Rang 19 und dem damit verbundenen Abstieg. Zum Saisonende trennten den Tabellenachten AS Rom und den Vorletzten Brescia Calcio lediglich drei Punkte. Der FC Parma verkaufte aufgrund eines laufenden Insolvenzverfahren viele seiner Leistungsträger, welche durch das fehlende Geld nicht kompensiert werden konnten. Fast die gesamte Saison stand Parma auf einem Abstiegsplatz, ein 6:4-Heimerfolg gegen den AS Livorno und dem darauffolgenden 2:1-Heimsieg gegen den AS Rom brachten Parma in die Relegationsspiele gegen den FC Bologna. Nach einer 0:1-Niederlage im Hinspiel gelang mit einem 2:0-Erfolg im Rückspiel in Bologna der Ligaerhalt in der Serie A.

## Abschneiden im Europapokal
Erneut erreichte ein italienischer Verein das Endspiel der Champions League. Der AC Mailand verlor allerdings gegen den FC Liverpool nach einer 3:0-Halbzeitführung (3:3 nach Verlängerung) noch im Elfmeterschießen. Am FC Liverpool scheiterte zuvor Juventus Turin, das nach einer 1:2-Niederlage im Hinspiel und einem 0:0-Remis daheim im Viertelfinale ausschied. Ein reines italienisches Stadtderby, das mit einem Spielabbruch endete, wurde zwischen Milan und Inter ausgetragen. Dabei wurde das Rückspiel 3:0 für Milan gewertet, nachdem Hooligans in der 72. Spielminute anfingen Feuerwerkskörper zu zünden und auf das Spielfeld zu werfen, wobei Milan-Torhüter Dida getroffen wurde. Schiedsrichter Markus Merk brach das Spiel in der 75. Minute ab. Inter Mailand wurde von der UEFA zu einer Geldstrafe von 193.000 € verurteilt und musste seine nächsten vier Europapokalheimspiele vor leeren Rängen austragen.
Der AS Rom fiel durch vier Platzverweise in sechs Spielen mit Unsportlichkeiten auf und schied in den Gruppenspielen als Gruppenletzter mit einem Zähler aus dem Wettbewerb aus. Die Champions-League-Heimpremiere von Rudi Völler endete mit einem Spielabbruch. Beim Stand von 0:1 für Dynamo Kiew warfen Zuschauer einen Metallgegenstand auf Schiedsrichter Anders Frisk, der daraufhin eine blutende Wunde erlitt. Die Partie wurde daraufhin abgebrochen und von der UEFA mit 3:0 für Dynamo Kiew gewertet. Im UEFA-Pokal stieß der FC Parma nach Siegen gegen den FC Sevilla und VfB Stuttgart bis ins Halbfinale vor. Nach einem torlosen Hinspiel verloren die Gialloblù mit 0:3 bei ZSKA Moskau und schieden aus dem Wettbewerb aus. Lazio Rom gelangte in die Gruppenphase des neu reformierten UEFA-Pokal und schied dort ohne Sieg als Vorletzter aus. Für Udinese Calcio kam das Aus in Runde eins.

## Abschlusstabelle
| Pl. | Verein                                    | Sp. | S  | U  | N  | Tore    | Diff. | Punkte |
| --- | ----------------------------------------- | --- | -- | -- | -- | ------- | ----- | ------ |
| 1.  | Juventus Turin (Meisterschaft aberkannt!) | 38  | 26 | 8  | 4  | 067:270 | +40   | 86     |
| 2.  | AC Mailand (M)                            | 38  | 23 | 10 | 5  | 063:280 | +35   | 79     |
| 3.  | Inter Mailand                             | 38  | 18 | 18 | 2  | 065:370 | +28   | 72     |
| 4.  | Udinese Calcio                            | 38  | 17 | 11 | 10 | 056:400 | +16   | 62     |
| 5.  | Sampdoria Genua                           | 38  | 17 | 10 | 11 | 042:290 | +13   | 61     |
| 6.  | US Palermo (N)                            | 38  | 12 | 17 | 9  | 048:440 | +4    | 53     |
| 7.  | FC Messina (N)                            | 38  | 12 | 12 | 14 | 044:520 | −8    | 48     |
| 8.  | AS Rom                                    | 38  | 11 | 12 | 15 | 055:580 | −3    | 45     |
| 9.  | AS Livorno (N)                            | 38  | 11 | 12 | 15 | 049:600 | −11   | 45     |
| 10. | Reggina Calcio                            | 38  | 10 | 14 | 14 | 036:450 | −9    | 44     |
| 11. | US Lecce                                  | 38  | 10 | 14 | 14 | 066:730 | −7    | 44     |
| 12. | Cagliari Calcio (N)                       | 38  | 10 | 14 | 14 | 051:600 | −9    | 44     |
| 13. | Lazio Rom (P)                             | 38  | 11 | 11 | 16 | 048:530 | −5    | 44     |
| 14. | AC Siena                                  | 38  | 9  | 16 | 13 | 044:550 | −11   | 43     |
| 15. | Chievo Verona                             | 38  | 11 | 10 | 17 | 032:490 | −17   | 43     |
| 16. | AC Florenz (N)                            | 38  | 9  | 15 | 14 | 042:500 | −8    | 42     |
| 17. | FC Parma                                  | 38  | 10 | 12 | 16 | 048:650 | −17   | 42     |
| 18. | FC Bologna                                | 38  | 9  | 15 | 14 | 033:360 | −3    | 42     |
| 19. | Brescia Calcio                            | 38  | 11 | 8  | 19 | 037:540 | −17   | 41     |
| 20. | Atalanta Bergamo (N)                      | 38  | 8  | 11 | 19 | 034:450 | −11   | 35     |

Platzierungskriterien: 1. Punkte – 2. Direkter Vergleich (Punkte, Tordifferenz, geschossene Tore) – 3. Tordifferenz – 4. geschossene Tore

Zum Saisonende 2004/05:
Zum Saisonende 2003/04:

(M) – Italienischer Meister des Vorjahres

(P) – Pokalsieger des Vorjahres

(N) – Aufsteiger aus der Serie B 2003/04

## Kreuztabelle
Die Kreuztabelle stellt die Ergebnisse aller Spiele dieser Saison dar. Die Heimmannschaft ist in der linken Spalte, die Gastmannschaft in der oberen Zeile aufgelistet.
| 2004/05          | Juventus Turin | AC Mailand | Inter Mailand | Udinese Calcio |     |     | FC Messina | AS Rom | AS Livorno | Reggina Calcio | US Lecce |     | Lazio Rom | AC Siena | Chievo Verona |     | AC Parma | FC Bologna | Brescia Calcio | Atalanta Bergamo |
| Juventus Turin   |                | 0:0        | 0:1           | 2:1            | 0:1 | 1:1 | 2:1        | 2:0    | 4:2        | 1:0            | 5:2      | 4:2 | 2:1       | 3:0      | 3:0           | 1:0 | 2:1      | 2:0        | 2:0            | 2:0              |
| AC Mailand       | 0:1            |            | 0:0           | 3:1            | 1:0 | 3:3 | 1:2        | 1:1    | 2:2        | 3:1            | 5:2      | 1:0 | 2:1       | 2:1      | 1:0           | 6:0 | 0:1      | 3:0        | 1:1            | 3:0              |
| Inter Mailand    | 2:2            | 0:1        |               | 3:1            | 3:2 | 1:1 | 5:0        | 2:0    | 1:0        | 0:0            | 2:1      | 2:0 | 1:1       | 2:0      | 1:1           | 3:2 | 2:2      | 2:2        | 1:0            | 1:0              |
| Udinese Calcio   | 0:1            | 1:1        | 1:1           |                | 1:1 | 1:0 | 1:1        | 3:3    | 1:1        | 0:2            | 2:1      | 2:0 | 3:0       | 1:0      | 3:0           | 2:2 | 0:1      | 4:0        | 1:2            | 2:1              |
| Sampdoria Genua  | 0:3            | 0:1        | 0:1           | 2:0            |     | 1:0 | 1:0        | 2:1    | 2:0        | 3:2            | 3:0      | 0:0 | 0:1       | 1:1      | 1:0           | 3:0 | 0:0      | 1:0        | 0:1            | 1:2              |
| US Palermo       | 1:0            | 0:0        | 0:2           | 1:5            | 2:0 |     | 2:1        | 2:0    | 1:2        | 1:1            | 3:2      | 3:0 | 3:3       | 1:0      | 2:2           | 0:0 | 1:0      | 1:1        | 3:3            | 1:0              |
| FC Messina       | 0:0            | 1:4        | 2:1           | 1:0            | 2:2 | 0:0 |            | 4:3    | 1:1        | 2:1            | 1:4      | 2:1 | 1:0       | 4:1      | 0:0           | 1:1 | 0:0      | 1:0        | 2:0            | 1:0              |
| AS Rom           | 1:2            | 0:2        | 3:3           | 0:3            | 1:1 | 1:1 | 3:2        |        | 3:0        | 1:2            | 2:2      | 5:1 | 0:0       | 0:2      | 0:0           | 1:0 | 1:1      | 5:1        | 2:2            | 2:1              |
| AS Livorno       | 2:2            | 1:0        | 0:2           | 1:2            | 1:0 | 2:2 | 3:1        | 0:2    |            | 1:1            | 1:0      | 3:3 | 1:0       | 3:6      | 1:2           | 2:0 | 1:0      | 2:0        | 2:1            | 1:1              |
| Reggina Calcio   | 2:1            | 0:1        | 0:0           | 0:0            | 0:1 | 1:0 | 0:2        | 1:0    | 2:1        |                | 2:2      | 3:2 | 2:1       | 3:3      | 1:0           | 1:2 | 1:1      | 1:3        | 1:3            | 0:0              |
| US Lecce         | 0:1            | 2:2        | 2:2           | 3:4            | 1:4 | 2:0 | 1:0        | 1:1    | 3:2        | 1:1            |          | 5:3 | 1:1       | 2:2      | 3:0           | 2:2 | 1:1      | 3:3        | 4:1            | 1:0              |
| Cagliari Calcio  | 1:1            | 0:1        | 3:3           | 1:1            | 0:0 | 0:0 | 2:1        | 3:0    | 0:0        | 1:1            | 3:1      |     | 1:1       | 2:0      | 4:2           | 1:0 | 1:0      | 2:1        | 2:1            | 3:3              |
| Lazio Rom        | 0:1            | 1:2        | 1:1           | 0:1            | 1:2 | 1:3 | 2:0        | 3:1    | 3:1        | 1:1            | 3:3      | 2:3 |           | 1:1      | 0:1           | 1:1 | 2:1      | 2:0        | 0:0            | 2:1              |
| AC Siena         | 0:3            | 2:1        | 2:2           | 2:3            | 2:1 | 0:0 | 2:2        | 0:4    | 1:1        | 0:0            | 1:1      | 2:2 | 1:0       |          | 0:1           | 1:0 | 1:1      | 0:1        | 2:3            | 2:1              |
| Chievo Verona    | 0:1            | 0:1        | 2:2           | 0:0            | 0:2 | 2:1 | 1:0        | 2:2    | 1:0        | 0:0            | 2:1      | 1:1 | 0:1       | 1:3      |               | 1:2 | 1:0      | 2:0        | 3:1            | 1:0              |
| AC Florenz       | 3:3            | 1:2        | 1:1           | 2:2            | 0:2 | 1:2 | 1:1        | 1:2    | 1:1        | 2:1            | 4:0      | 2:1 | 2:3       | 0:0      | 2:0           |     | 1:0      | 2:1        | 3:0            | 0:0              |
| AC Parma         | 0:1            | 0:2        | 0:1           | 0:1            | 0:0 | 1:1 | 2:2        | 3:1    | 0:0        | 2:0            | 0:0      | 1:0 | 1:2       | 1:1      | 3:1           | 0:0 |          | 3:1        | 1:2            | 2:1              |
| FC Bologna       | 1:1            | 1:2        | 2:2           | 1:0            | 1:1 | 3:3 | 0:0        | 2:1    | 6:4        | 1:0            | 2:1      | 3:2 | 3:1       | 0:0      | 2:2           | 0:0 | 1:2      |            | 2:1            | 2:2              |
| Brescia Calcio   | 0:3            | 0:0        | 0:3           | 0:1            | 0:1 | 0:2 | 2:1        | 0:1    | 2:3        | 2:0            | 0:1      | 2:0 | 0:2       | 0:1      | 1:0           | 1:1 | 1:1      | 3:1        |                | 1:0              |
| Atalanta Bergamo | 1:2            | 1:2        | 2:3           | 0:1            | 0:0 | 1:0 | 2:1        | 0:1    | 1:0        | 0:1            | 2:2      | 2:2 | 1:1       | 1:1      | 3:0           | 1:0 | 2:0      | 1:0        | 0:0            |                  |

## Relegationsspiele
|          | Gesamt |            | Hinspiel | Rückspiel |
| -------- | ------ | ---------- | -------- | --------- |
| FC Parma | 2:1    | FC Bologna | 0:1      | 2:0       |

## Zuschauer 2004/05

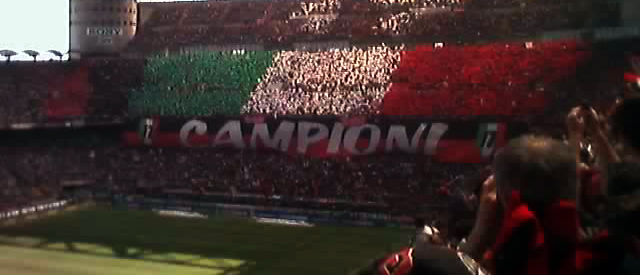
Wie im Vorjahr wies der AC Mailand die höchste Zuschauerzahl der Serie A auf

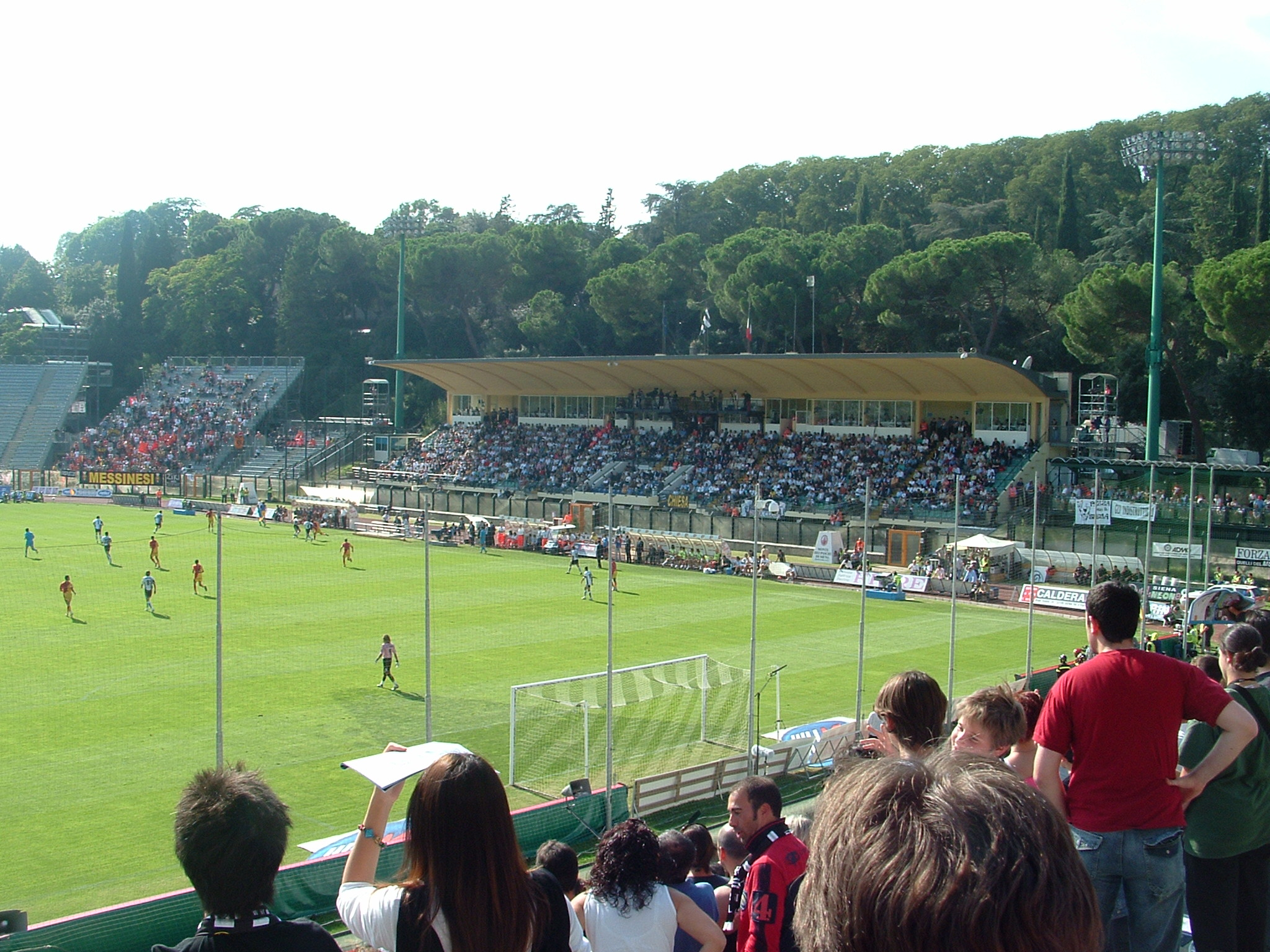
Rund 10.000 Fans besuchten im Schnitt die Heimspiele des AC Siena

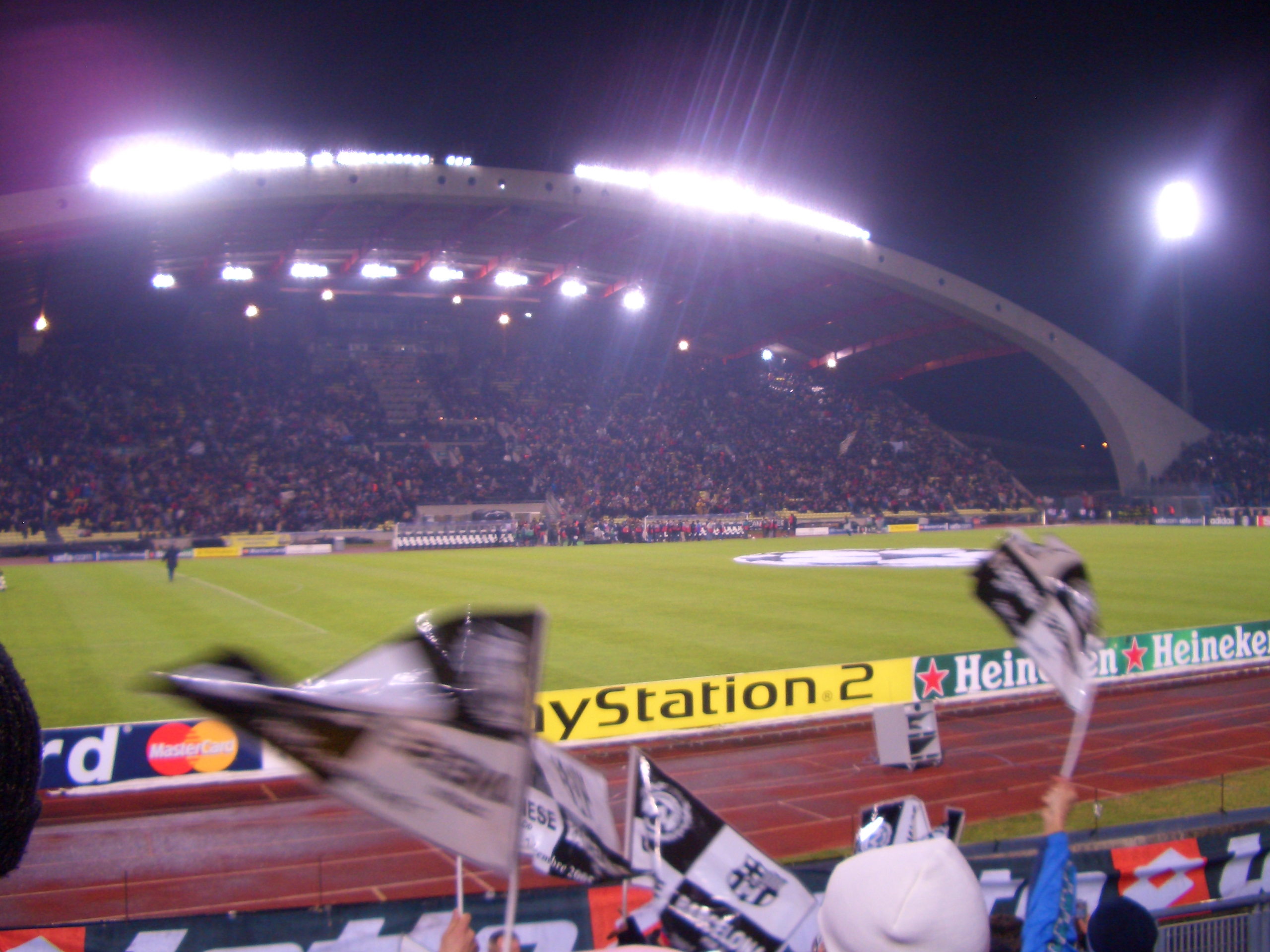
Die Stadionauslastung lag bei Udinese Calcio im Schnitt bei weniger als 50 %

| Platz |  | Verein           | Zuschauer | Spiele | Schnitt |
| ----- |  | ---------------- | --------- | ------ | ------- |
| 1.    |  | AC Mailand       | 1.206.487 | 19     | 63.499  |
| 2.    |  | Inter Mailand    | 1.028.845 | 19     | 54.150  |
| 3.    |  | AS Rom           | 883.413   | 19     | 46.495  |
| 4.    |  | Lazio Rom        | 726.255   | 19     | 38.224  |
| 5.    |  | AC Florenz       | 628.936   | 19     | 33.102  |
| 6.    |  | US Palermo       | 627.218   | 19     | 33.011  |
| 7.    |  | FC Messina       | 567.300   | 19     | 29.858  |
| 8.    |  | Juventus Turin   | 533.988   | 19     | 28.105  |
| 9.    |  | Sampdoria Genua  | 451.632   | 19     | 23.770  |
| 10.   |  | FC Bologna       | 377.695   | 19     | 19.879  |
| 11.   |  | Udinese Calcio   | 358.000   | 19     | 18.842  |
| 12.   |  | Reggina Calcio   | 348.573   | 19     | 18.346  |
| 13.   |  | Cagliari Calcio  | 313.800   | 19     | 16.516  |
| 14.   |  | AS Livorno       | 299.204   | 19     | 15.748  |
| 15.   |  | US Lecce         | 297.819   | 19     | 15.675  |
| 16.   |  | FC Parma         | 287.634   | 19     | 15.139  |
| 17.   |  | Atalanta Bergamo | 280.650   | 19     | 14.771  |
| 18.   |  | Chievo Verona    | 223.580   | 19     | 11.767  |
| 19.   |  | Brescia Calcio   | 206.029   | 19     | 10.844  |
| 20.   |  | AC Siena         | 191.000   | 19     | 10.053  |
|       |  | Insgesamt:       | 9.838.058 | 380    | 25.890  |

|  | Liga             | Zuschauer  | Spiele | Schnitt |
|  | ---------------- | ---------- | ------ | ------- |
|  | Bundesliga       | 11.570.634 | 306    | 37.813  |
|  | Premier League   | 12.882.140 | 380    | 33.900  |
|  | Primera División | 10.968.467 | 380    | 28.864  |
|  | Serie A          | 9.838.058  | 380    | 25.890  |

9,8 Mio. Zuschauer besuchten die Spiele der Saison 2004/05. Das waren fast zwei Millionen mehr als in der Vorsaison, als zirka acht Millionen Fans die Stadien von Italiens höchster Spielklasse aufsuchten. Einen entscheidenden Anteil an den höheren Zuschauerzahlen der Serie A trugen die drei Aufsteiger AC Florenz, FC Messina und US Palermo, die zusammen 1,8 Millionen Menschen in ihre Stadien lockten. Spitzenreiter der Zuschauertabelle wurde wie in den vorigen Jahren der AC Mailand, gefolgt von Stadtrivale Inter. Zu den Heimspielen der Römer Vereine Lazio und dem AS Rom strömten insgesamt 1,5 Millionen Zuschauer. Die Fans des Aufsteigers AC Florenz passierten mehr als eine halbe Million Mal die Stadioneingänge der Fiorentina. Udinese Calcio konnte trotz einer Saison, in der am Ende die Qualifikation für die Champions League erreicht wurde, vergleichsweise niedrige Zuschauerzahlen aufweisen. Weniger als die Hälfte der Stadionkapazität wollten sich die Spiele der Zebrette ansehen. Die wenigsten Zuschauer vermeldeten der Absteiger Brescia Calcio und der AC Siena.

### Europäischer Vergleich 2004/05
Die Serie A befand sich beim direkten Zuschauervergleich mit den drei stärksten Ligen Europas, der deutschen Bundesliga, der englischen Premier League und der spanischen Primera Division, auf dem vierten Platz. Zuletzt wurde vor der Fußball-Weltmeisterschaft 1990 im eignen Land in die Infrastruktur investiert.

## Torschützenliste

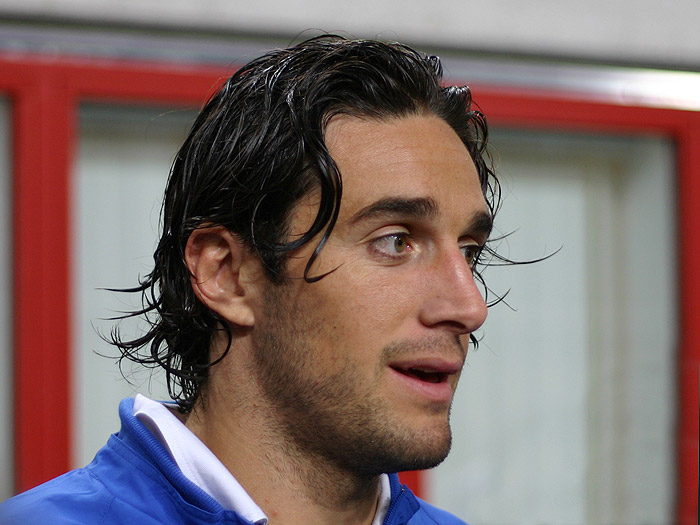
Luca Toni vom Aufsteiger US Palermo sicherte mit seinen 20 Saisontoren die UEFA Cup Teilnahme seines Vereins zur neuen Saison

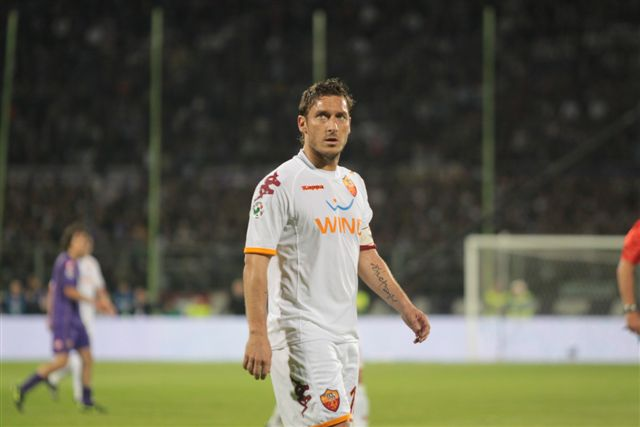
Romas Francesco Totti landete mit seinem Verein auf Rang acht

Torschützenkönig der Serie A 2004/05 wurde Cristiano Lucarelli vom Aufsteiger AS Livorno mit 24 Toren. Durch seine Tore wurde der neue Nationaltrainer Marcello Lippi auf ihn aufmerksam und nominierte ihn für die Squadra Azzurra. Auf Rang zwei schoss sich wie im Vorjahr Alberto Gilardino vom FC Parma, der 23 Treffer erzielte. Seine Tore sicherten dem FC Parma den Ligaerhalt und brachten ihn gleichzeitig ins Visier der Topklubs der Serie A und Europa. Der Lohn für Gilardino war ein Vertrag beim AC Mailand zur neuen Saison 2005/06. Vincenzo Montella erzielte 21 Saisontore für den AS Rom, der sich als Pokalfinalist für den UEFA-Pokal qualifizierte.
In Europa dabei war der Aufsteiger aus Palermo, der auf die Treffsicherheit seines Stürmers Luca Toni zählen konnte, der 21 Mal ins gegnerische Tor traf. Zur neuen Saison wechselte der Angreifer zur AC Florenz. Hinter Luca Toni platzierten sich Mirko Vučinić und der Torschützenkönig der vergangenen Spielzeit, Andrij Schewtschenko, der 17 Saisontore erzielte. Zlatan Ibrahimović – in Diensten von Rekordmeister Juventus Turin – gelangen 16 Treffer für die Turiner. Die 16 Saisontore von Mauro Esposito reichten dem Aufsteiger Cagliari Calcio zum Klassenerhalt und Verbleib in der Serie A. Die ebenfalls gleiche Anzahl von Toren von Inters Adriano reichten auch unter dem neuen Trainer Roberto Mancini nicht zum Titel. Zusammen mit Christian Vieri kam das Sturmduo Adriano/Vieri auf 29 Saisontore. Francesco Totti und Fabrizio Miccoli erzielten jeweils 12 Saisontreffer. Miccolis Elfmetertor am letzten Spieltag gegen Brescia Calcio war der Auftakt zum 3:0-Erfolg, welcher letztendlich den Klassenerhalt für den AC Florenz sicherte.

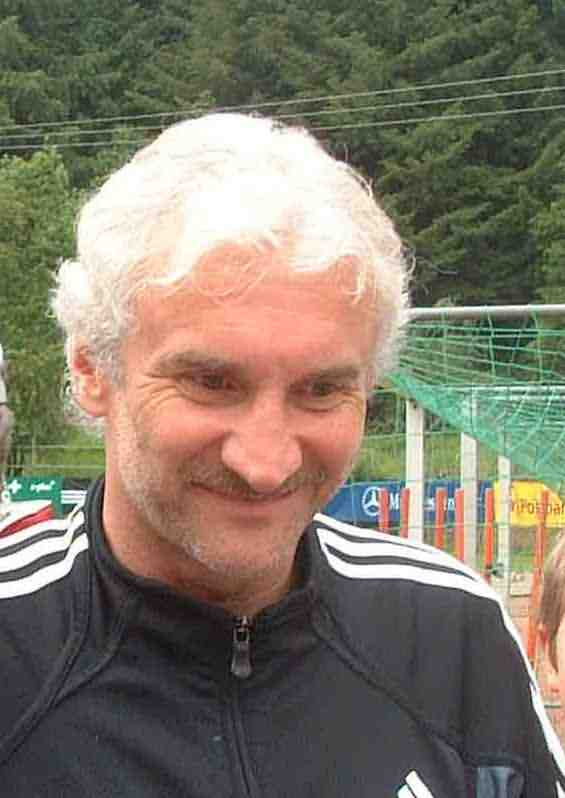
Rudi Völler blieb einen Monat als Cheftrainer des AS Rom tätig, zuvor war er für den zurückgetretenen Cesare Prandelli eingesprungen

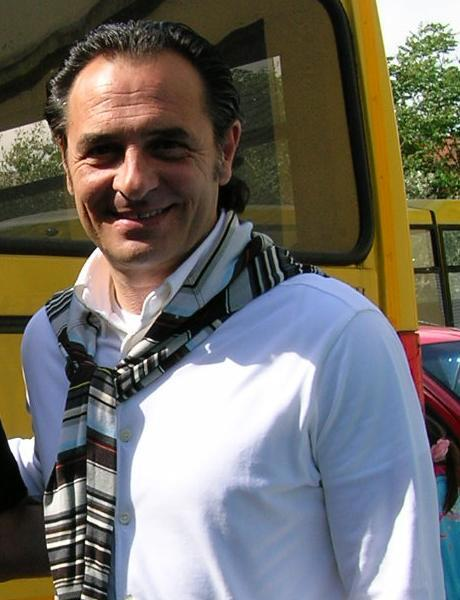
Cesare Prandelli trat wegen familiärer Probleme vor Saisonbeginn von seinem Amt beim AS Rom zurück, welches er erst im Sommer von Fabio Capello übernommen hatte

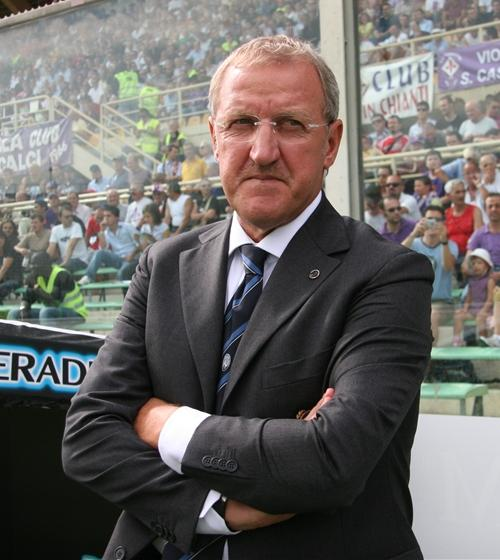
Luigi Delneri übernahm die Nachfolge als Trainer beim AS Rom, nachdem Völler den Verein verlassen hatte

| Pl. | Spieler              | Verein          | Tore |
| --- | -------------------- | --------------- | ---- |
| 1   | Cristiano Lucarelli  | AS Livorno      | 24   |
| 2   | Alberto Gilardino    | FC Parma        | 23   |
| 3   | Vincenzo Montella    | AS Rom          | 21   |
| 4   | Luca Toni            | US Palermo      | 20   |
| 5   | Mirko Vučinić        | US Lecce        | 19   |
| 6   | Andrij Schewtschenko | AC Mailand      | 17   |
| 7   | Mauro Esposito       | Cagliari Calcio | 16   |
| 7   | Zlatan Ibrahimović   | Juventus Turin  | 16   |
| 7   | Adriano              | Inter Mailand   | 16   |
| 10  | David Di Michele     | Udinese Calcio  | 15   |
| 11  | Alessandro Del Piero | Juventus Turin  | 14   |
| 11  | Francesco Flachi     | Sampdoria Genua | 14   |
| 13  | Waleri Boschinow     | US Lecce        | 13   |
| 13  | Vincenzo Iaquinta    | Udinese Calcio  | 13   |
| 13  | Christian Vieri      | Inter Mailand   | 13   |
| 13  | Tommaso Rocchi       | Lazio Rom       | 13   |

## Trainerentlassungen und Trainerwechsel
Der erste Trainerwechsel vollzog sich zwei Wochen vor Saisonstart. Cesare Prandelli, der den Trainerposten beim AS Rom im Sommer von Fabio Capello, der auf die Trainerbank von Juventus Turin wechselte, übernommen hatte, erklärte aus familiären Gründen Ende August seinen Rücktritt. Als Nachfolger wurde der ehemalige AS Rom-Profi Rudi Völler verpflichtet. Am vierten Spieltag trat Rudi Völler nach der 1:3-Niederlage in Bologna zurück. Völlers Nachfolger wurde Luigi Delneri, der kurz vor Saisonstart beim FC Porto entlassen worden war. Nach einer 0:3-Niederlage beim Aufsteiger US Cagliari und dem Aus in der Vorrunde der Champions League wurde sein Vertrag beim AS Rom aufgelöst. Später trat Delneri die Nachfolge des scheidenden Francesco Guidolin beim US Palermo zur neuen Saison an. Unter der Führung seines Nachfolgers Bruno Conti rutschte der AS Rom auf Rang acht ab und verlor von den noch ausstehenden acht Partien fünf, bei jeweils einem Sieg. Zum Saisonende wurde Conti durch Luciano Spalletti ersetzt, der Udinese Calcio als Ligavierten in die Qualifikation für die Champions League führte. Stadtrivale Lazio Rom konnte aufgrund der schlechten Finanzlage keine nennenswerten Neuzugänge verpflichten, zudem musste der Verein Leistungsträger wie den Niederländer Jaap Stam an Konkurrenten wie den AC Mailand verkaufen, ohne das Trainer Domenico Caso gleichwertigen Ersatz erhielt. Nach einem positiven Saisonstart fiel die Mannschaft in der Tabelle und fand in der Nähe zu den Abstiegsplätzen wieder. Kurz vor Jahreswechsel kam das Aus für Trainer Caso. Sein Nachfolger Giuseppe Papadopulo konnte Lazio noch ins Mittelfeld auf Rang zehn führen.
Der Aufsteiger AC Florenz investierte vor Saisonbeginn viele Millionen in neues Personal, um sich in der oberen Tabellenhälfte festzusetzen. Nach einem Sieg aus den ersten sieben Partien wurde Emiliano Mondonico von seinen Aufgaben entbunden. Sergio Buso trat seine Nachfolge an und führte die Fiorentina in die Nähe der Europapokalplätze. Auf die Siegesserie folgte eine Negativserie von sechs sieglosen Spielen in Folge, darunter eine 0:6-Niederlage beim AC Mailand. Nach einer 1:2-Heimniederlage gegen den AS Rom und dem Fall auf Rang 16 wurde Buso entlassen und der ehemalige Weltmeister Dino Zoff bis Saisonende verpflichtet. Unter Zoff fand sich die AC Florenz am 37. Spieltag kurz vor Saisonende auf dem vorletzten Tabellenplatz wieder. Durch ein 3:0 gegen Brescia Calcio blieb die Fiorentina erstklassig und Brescia stieg ab. Bei Brescia wurde Gianni De Biasi durch Alberto Cavasin ersetzt, der den Abstieg nicht verhindern konnte. Auch Chievo Verona belegte unter Cheftrainer Mario Beretta nach einem positiven Saisonstart untere Tabellenplätze und kämpfte um den Ligaerhalt. Am 35. Spieltag, nach dem Abrutschen auf einem Abstiegsplatz, trat Beretta von seinen Ämtern zurück. Maurizio D’Angelo übernahm und führte das Team mit zwei Siegen und einem torlosen Remis zum Klassenerhalt. Aufsteiger AS Livorno trennte sich trotz eines Nichtabstiegsplatzes am 18. Spieltag von Trainer Franco Colomba und ernannte Roberto Donadoni, der bereits in der Saison 2002/03 die Geschicke in Livorno leitete, zum neuen Cheftrainer. Er führte Livorno auf den neunten Tabellenplatz. Bei Atalanta Bergamo sorgte der Trainerwechsel am 14. Spieltag von Andrea Mandorlini zu Delio Rossi nach 14 sieglosen Runden wieder für sportlichen Erfolg, den Abstieg konnte er jedoch nicht verhindern. Silvio Baldini wurde bei Parma des Amtes enthoben und gab die Verantwortung an Pietro Carmignani weiter, der den Verein in die Relegationsspiele gegen den FC Bologna führte. Parma behielt die Oberhand und Carmigani gab das Amt des Cheftrainers bei Parma an seinen Nachfolger Mario Beretta ab.
| Trainer             |  | Verein           | Nachfolger          | Entlassung/Rücktritt |
| ------------------- |  | ---------------- | ------------------- | -------------------- |
| Cesare Prandelli    |  | AS Rom           | Rudi Völler         | Saisonbeginn         |
| Rudi Völler         |  | AS Rom           | Luigi Delneri       | 4. Spieltag          |
| Emiliano Mondonico  |  | AC Florenz       | Sergio Buso         | 7. Spieltag          |
| Andrea Mandorlini   |  | Atalanta Bergamo | Delio Rossi         | 14. Spieltag         |
| Silvio Baldini      |  | FC Parma         | Pietro Carmignani   | 15. Spieltag         |
| Domenico Caso       |  | Lazio Rom        | Giuseppe Papadopulo | 16. Spieltag         |
| Franco Colomba      |  | AS Livorno       | Roberto Donadoni    | 18. Spieltag         |
| Luigi Simoni        |  | AC Siena         | Luigi De Canio      | 18. Spieltag         |
| Sergio Buso         |  | AC Florenz       | Dino Zoff           | 20. Spieltag         |
| Gianni De Biasi     |  | Brescia Calcio   | Alberto Cavasin     | 22. Spieltag         |
| Luigi Delneri       |  | AS Rom           | Bruno Conti         | 28. Spieltag         |
| Mario Beretta       |  | Chievo Verona    | Maurizio D’Angelo   | 35. Spieltag         |
| Maurizio D’Angelo   |  | Chievo Verona    | Saisonende          | 38. Spieltag         |
| Pietro Carmignani   |  | FC Parma         | Saisonende          | 38. Spieltag         |
| Giuseppe Papadopulo |  | Lazio Rom        | Saisonende          | 38. Spieltag         |
| Bruno Conti         |  | AS Rom           | Saisonende          | 38. Spieltag         |
| Dino Zoff           |  | AC Florenz       | Saisonende          | 38. Spieltag         |
| Alberto Cavasin     |  | Brescia Calcio   | Saisonende          | 38. Spieltag         |
| Delio Rossi         |  | Atalanta Bergamo | Saisonende          | 38. Spieltag         |
| Carlo Mazzone       |  | FC Bologna       | Saisonende          | 38. Spieltag         |
| Daniele Arrigoni    |  | Cagliari Calcio  | Saisonende          | 38. Spieltag         |
| Luciano Spalletti   |  | Udinese Calcio   | Saisonende          | 38. Spieltag         |
| Zdeněk Zeman        |  | US Lecce         | Saisonende          | 38. Spieltag         |
| Francesco Guidolin  |  | US Palermo       | Saisonende          | 38. Spieltag         |

## Meistermannschaft
(in Klammern sind die Spiele und Tore angegeben)
| Juventus Turin | |
| Juventus Turin | - Tor: Gianluigi Buffon (37/-); Antonio Chimenti (2/-) - Abwehr: Fabio Cannavaro (38/2); Lilian Thuram (37/1); Gianluca Zambrotta (36/-); Jonathan Zebina (24/-); Gianluca Pessotto (19/-); Alessandro Birindelli (12/-); Paolo Montero (5/-); Ciro Ferrara (4/-); Igor Tudor (2/-); Andrea Masiello (1/-) - Mittelfeld: Mauro Camoranesi (36/4); Emerson (33/2); Pavel Nedvěd (27/7); Manuele Blasi (27/-); Rubén Olivera (18/4); Stephen Appiah (18/2); Alessio Tacchinardi (16/-); Olivier Kapo (14/-) - Sturm: Zlatan Ibrahimović (35/16); Alessandro Del Piero (30/13); Marcelo Zalayeta (28/6); David Trezeguet (18/9); Adrian Mutu (1/-) - Trainer: Fabio Capello |